# Сулханов, Залимхан Алиханович
Залимхан Алиханович Сулханов (1982) — российский спортсмен, чемпион мира по боям без правил, чемпион мира по кэндзюцу, чемпион России по версии Драка, чемпион России по полноконтактному рукопашному бою IF FCF, чемпион СНГ по полноконтактному рукопашному бою IF FCF, бронзовый призер чемпионата России по тайскому боксу. Боец смешанных единоборств. 

## Спортивная карьера
Занимался тайским боксом у Зайналбека Зайналбекова. Чемпион мира по полноконтактному рукопашному бою 2003 года. Является чемпионом мира по боям без правил 2005 года. В смешанных единоборствах начал свою профессиональную карьеру в 2002 году. С 2002 по 2004 год провел боев 8 боёв, из которых победил 4 и проиграл 4. Принимал участие в турнирах таких промоушенов как WAFC, WSFC, TRM.

## Уголовное дело
19 марта 2006 года вместе со своим двоюродным братом Даниял Маматуллаев организовали убийство Расула Альбегова, проникли в квартиру предпринимателя Расула Альбегова и зверски убили хозяина дома, а также его 9-месячного сына и двух племянниц 13 и 15 лет. Жена Алибекова, получив ранение в шею, упала на пол и притворилась мертвой. Преступники, завладев 5 000 рублей и дипломатом с набором столовых приборов стоимостью в 2 000 рублей, скрылись с места происшествия. В августе 2006 года Маматуллаев был приговорён к 18 годам лишения свободы. В начале декабря 2006 года Султаханов был задержан в аэропорту Хабаровска, куда он прилетел из Южной Кореи. 29 марта 2007 года Верховный суд Дагестана приговорил к пожизненному заключению Залимхана Сулханова.

## Достижения
- Чемпионат мира по полноконтактному рукопашному бою 2003 — ;
- Чемпионат мира по боям без правил 2005 — ;